# Flugunfall der Sunflower Airlines bei Nadi
Der Flugunfall der Sunflower Airlines bei Nadi ereignete sich am 27. Dezember 1986, als eine auf einem Inlandslinienflug der Sunflower Airlines von Savusavu nach Nadi befindliche de Havilland DH-114 Heron 2B im Endanflug auf den Flughafen Nadi außer Kontrolle geriet und abstürzte, wobei 11 der 14 Personen an Bord ums Leben kamen.
Bis zum Air-Fiji-Flug 121 handelte es sich damit um den schwersten Unfall der Zivilluftfahrt in Fidschi.

## Maschine
Bei der betroffenen Maschine handelte es sich um eine 1955 als de Havilland DH-114 Heron 2 gebaute Maschine mit der Werknummer 14056, die am 16. Februar 1955 mit dem Luftfahrzeugkennzeichen TC-HAK an die Türkiye Devlet Hava Yollari (DHY) ausgeliefert wurde. Am 2. März 1956 ging die Maschine mit der Umbenennung der Fluggesellschaft in Turkish Airlines (Türk Hava Yollari, THY) in den Betrieb bei der neuen Eigentümerin über. Am 19. Juni 1967 erwarb die Wright Air Lines die Maschine, ließ sie mit dem Kennzeichen N481R zu und baute sie zur de Havilland DH-114 Heron 2B um. Am 24. Oktober 1967 wurde das Kennzeichen in N506FW geändert. Im April 1971 übernahm Air Sunshine die Maschine. Im Jahr 1973 wurde die Maschine mit dem Kennzeichen N414SA durch die Swift Aire Lines in Betrieb genommen und 1980 durch diese ausgesondert. Am 2. Februar 1983 ging die Maschine bei Pacific Alaska Airlines in Betrieb. Im Februar 1986 ging die Maschine an die fidschianische Sunflower Airlines, bei der sie mit dem Luftfahrzeugkennzeichen DQ-FEF den Betrieb aufnahm. Das viermotorige Zubringerflugzeug war nach dem Umbau zur Riley Turbo Skyliner mit vier 6-Zylinder-Ottomotoren des Typs Lycoming IO-540 ausgerüstet.

## Passagiere und Besatzung
Den inländischen Linienflug von Savusavu nach Nadi hatten 12 Passagiere angetreten. Es befand sich eine zweiköpfige Besatzung an Bord der Maschine, bestehend aus einem Flugkapitän und einem Ersten Offizier.

## Unfallhergang
Der Flug verlief ohne besondere Vorkommnisse, als im Endanflug auf Nadi die rechte Auftriebshilfe in einer Stellung von 35 Grad blockierte, während die linke sich in einer Position von 60 Grad befand. Die Maschine rollte daraufhin nach links und stürzte kurz vor der Landebahn zu Boden. Beide Piloten und neun Passagiere wurden dabei getötet, während die verbliebenen drei Passagiere schwer verletzt wurden.

## Ursache
Es wurde festgestellt, dass sich eine Schraube der Auftriebshilfenbefestigung gelöst und in einem Erleichterungsloch verklemmt hatte. Hierdurch habe die Auftriebshilfe in der 35-Grad-Stellung blockiert. Die Ermittler konnten feststellen, dass der verwendete Schraubentyp nicht dem für die Maschine zertifizierten entsprach, sodass der Unfall auf unsachgemäße Wartung zurückzuführen war.